# Helgestad
Helgestad (eller Helgestadfeltet) är en tidigare tätort i Østre Totens kommun i Innlandet fylke i östra Norge. Orten ligger vid fylkesväg 33, sydöst om tätorten Skreia.
Sedan 2015 räknas orten inte längre som en tätort.